# ジョージ・モンタギュー (第6代サンドウィッチ伯爵)
第6代サンドウィッチ伯爵ジョージ・ジョン・モンタギュー（英語: George John Montagu, 6th Earl of Sandwich、1773年2月4日 – 1818年5月21日）は、イギリスの貴族、政治家。1792年から1814年までヒンチンブルック子爵の儀礼称号を使用した。1794年から1814年まで庶民院議員を務めた。

## 生涯
第5代サンドウィッチ伯爵ジョン・モンタギューと2人目の妻メアリー（Mary、旧姓ポーレット（Powlett）、1753年10月 – 1779年3月30日、第6代ボルトン公爵ハリー・ポーレットの娘）の息子として、1773年2月4日に生まれ、3月5日にセント・メリルボーン教区教会で洗礼を受けた。1780年から1790年までイートン・カレッジで教育を受けた後、1790年6月23日にケンブリッジ大学トリニティ・カレッジに入学、1792年にM.A.の学位を修得した。
1790年に異母兄ジョン・ジョージが死去したときも、1792年に祖父が死去して父が爵位を継承したときも未成年であり、ハンティンドンシャー選挙区の補欠選挙に出馬できず、ジョン・ジョージ、父、ランスロット・ブラウン（Lancelot Brown、サンドウィッチ伯爵の子分で、ヒンチンブルック子爵が成人するまでの中つなぎとして出馬した人物）が順番に議員に就任した。第2代スペンサー伯爵ジョージ・ジョン・スペンサーが評したところでは、カウンティ選挙区がまるで懐中選挙区のように扱われた。ヒンチンブルック子爵が成人した後、ブラウンが議員を辞任して議席を譲ろうとするが、補欠選挙では立候補を検討する人物が続出した。まず、ハンティンドンシャーの有力家系であるマンチェスター公爵家の当主の5代公爵ウィリアム・モンタギューが未成年だったため、第5代ベッドフォード公爵フランシス・ラッセルが代わって公爵家の影響力を行使したが、ベッドフォード公爵は自身の弟にあたるジョン・ラッセル卿（のちの第6代ベッドフォード公爵）を出馬させようと検討した（のちに断念）。また、初代カリスフォート伯爵ジョン・ジョシュア・プロビーも立候補を検討したが、スタンフォード選挙区の議席があったため立候補しなかった。1796年イギリス総選挙ではサンドウィッチ伯爵家の候補としてヒンチンブルック子爵が、マンチェスター公爵家の候補としてフレデリック・モンタギュー卿が当選して、両モンタギュー家が議席を独占した。カリスフォート伯爵の不満はくすぶり、1802年イギリス総選挙では1802年6月に『タイムズ』紙が対立候補の（カリスフォート伯爵からの支持を受けての）出馬を報じたが、結局選挙戦は起こらなかった。
両モンタギュー家の協力は1806年イギリス総選挙で破られた。まずフレデリック・モンタギュー卿が健康上の理由により不出馬を表明したが、マンチェスター公爵はハンティンドン選挙区の現職議員ウィリアム・ヘンリー・フェローズの出馬を支持したが、サンドウィッチ伯爵はカリスフォート伯爵の息子にあたるプロビー卿ジョン・プロビーを支持した。このときはフェローズが立候補を取り下げ、ヒンチンブルック子爵とプロビー卿が当選する形で決着したが、1807年イギリス総選挙では選挙戦がたたかわれた。しかし選挙戦は主にフェローズとプロビー卿の間でたたかわれ、ヒンチンブルック子爵は751票でトップ当選した。1812年イギリス総選挙では初代準男爵サー・ジョージ・ウィリアム・リーズが両モンタギュー家による議席支配の打破を銘打って出馬したが、結局選挙の前日に撤退した。また、1811年8月にはトットネス選挙区での出馬が検討されたが、実現しなかった。
1814年6月6日に父が死去すると、サンドウィッチ伯爵位を継承した。20年間にわたる庶民院議員の在任期間に演説した記録はなく、登院もまばらだったが、第1次小ピット内閣期（1783年 – 1801年）では1798年1月に小ピットの査定課税法案に賛成、以降もアディントン内閣（1801年 – 1804年）、第2次小ピット内閣（1804年 – 1806年）を支持した。アミアンの和約の後、1802年にフランスを訪れた。挙国人材内閣（1806年 – 1807年）に対し反対の立場にあり、1807年以降は第2次ポートランド公爵内閣（1807年 – 1809年）、パーシヴァル内閣（1809年 – 1812年）、リヴァプール伯爵内閣（1812年 – 1827年）を支持した。
爵位継承に伴う補欠選挙では第5代アボイン伯爵ジョージ・ゴードンが息子のストラサヴォン卿チャールズ・ゴードンを立候補させようとしたが、カリスフォート伯爵が新しい家系をカウンティ選挙区に導入しない意向を示し、サンドウィッチ伯爵もこれに同意したため、カリスフォート伯爵の息子プロビー卿が当選した。
1794年にハンティンドンシャー民兵隊副隊長（中佐）に任命され、1808年9月24日に副指揮官（lieutenant colonel commandment）に任命された。また、1803年10月13日にハンティンドンシャー志願兵連隊（Huntingdonshire Volunteers）隊長に任命された。
1818年5月21日、結核によりイタリアで死去、息子ジョン・ウィリアムが爵位を継承した。

## 家族

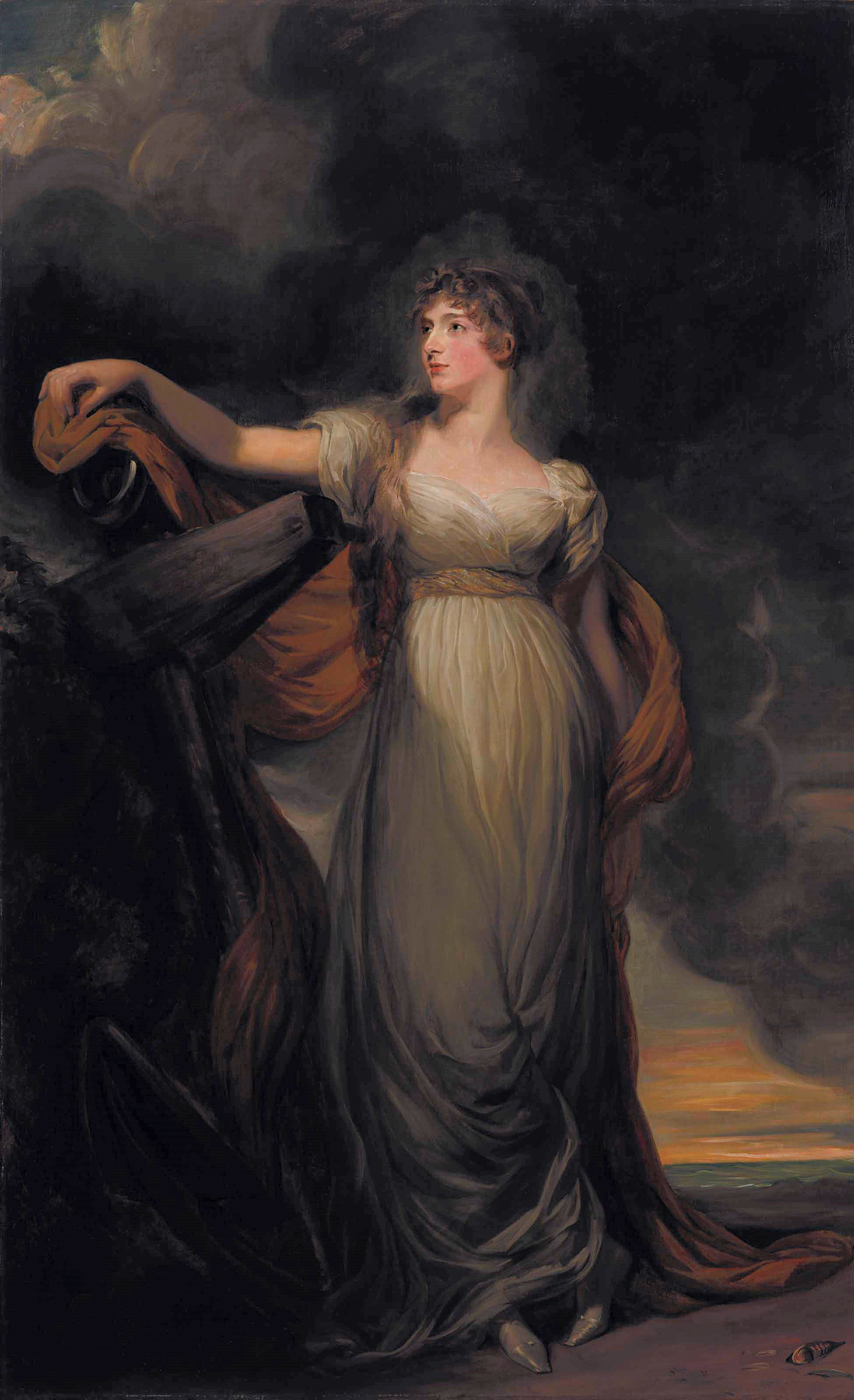
サンドウィッチ伯爵夫人ルイーザ。トーマス・ローレンス画、1804年ごろ。

1804年7月9日、メアリー・アン・ジュリア・ルイーザ・ハリエット・ロリー＝コリー（1781年4月3日 – 1862年4月19日、初代ベルモア伯爵アーマー・ロリー＝コリーと2人目の妻ハリエットの娘）と結婚、1男2女をもうけた。
- ハリエット・メアリー（英語版）（1805年7月14日 – 1857年5月4日[8]） - 1823年4月12日、第2代アシュバートン男爵ウィリアム・ビンガム・ベアリング（英語版）（1864年4月23日没）と結婚[9]
- キャサリン・キャロライン（1808年10月7日 – 1834年4月30日） - 1831年12月1日、アレクサンドル・コロンナ＝ヴァレフスキ伯爵（1810年5月4日 – 1868年9月26日、ナポレオン・ボナパルトと愛人マリア・ヴァレフスカの息子）と結婚[8]
- ジョン・ウィリアム（1811年11月8日 – 1884年3月3日） - 第7代サンドウィッチ伯爵[1]